# Valfin-sur-Valouse
Valfin-sur-Valouse foi uma comuna francesa na região administrativa de Borgonha-Franco-Condado, no departamento de Jura. Estendia-se por uma área de 8,67 km². Em 2010 a comuna tinha 85 habitantes (densidade: 9,8 hab./km²).
Em 1 de janeiro de 2018, passou a formar parte da nova comuna de Vosbles-Valfin.